# Jean Charpentier
Jean Charpentier (14 de maio de 1935 - 8 de janeiro de 2010) foi uma jornalista canadense que serviu como secretário de imprensa de Pierre Trudeau, primeiro-ministro do Canadá, de 1975 até 1979.